# Sumer

Pianta della Vicino Oriente antico (IV millennio a.C.)

Sumer è un'antica regione della Mesopotamia (attuale Iraq ), all'incirca corrispondente alla Bassa Mesopotamia (mentre il paese di Akkad corrisponde alla Media Mesopotamia). In sumerico, il paese di Sumer era indicato con il nome 𒆠𒂗𒄀 KIEN-GIR (da 𒆠 ki = terra, 𒂗 en = titolo usualmente tradotto come Signore, e 𒄀 gir = colto, civilizzato, nobile, quindi Kiengir = "Paese dei Signori civili"), mentre in accadico era detto Šumer o Mat Shumerîm.
Pur tenendo conto delle modificazioni geomorfologiche dell'area della piana alluvionale che Tigri ed Eufrate hanno in comune (area che nel IV e nel III millennio a.C. era decisamente arretrata verso nord), il paese di Sumer corrisponde ad un'area dell'Iraq meridionale.
Insieme ad Akkad, Sumer costituiva il cosiddetto "paese interno".